# Эрида (пьеса)
«Эрида» (др.-греч. Ἔριδα) — пьеса (трагедия или сатировская драма) древнегреческого драматурга Софокла (V век до н. э.) на тему мифов троянского цикла. От её текста сохранился только один короткий фрагмент.
Действие пьесы связано со свадьбой Пелея и Фетиды, на которую были приглашены все боги, кроме Эриды, богини раздора. Она всё же появилась на пиру и вмешалась в происходящее, но как именно — неясно. Сохранилась одна строка, видимо, из реплики заглавной героини: «Голодная, на пирожки я зарюсь».